# Suthep Po-ngam
Suthep Po-ngam (สุเทพ โพธิ์งาม, n. 1949) este un actor,regizor,scenarist si comedian thailandez.

## Filmografie
- 2001:Killer Tattoo
- 2003:Rock Not Die
- 2004:The Groan
- 2004:Jao saao Pad Thai